# Armada Israeliana
L'Armada Israeliana (en hebreu: חיל הים הישראלי) és la marina de guerra de les Forces de Defensa d'Israel. Les seves zones de patrulla es localitzen sobretot en la mar Mediterrània, i el Mar Roig, a l'oest i al sud de les fronteres marítimes de l'Estat d'Israel. L'Armada israeliana disposa de submarins, corbetes, vaixells llançamíssils, patrulleres, i vaixells de suport. Es creu que l'Armada israeliana és responsable de mantenir la capacitat en alta mar d'un segon atac nuclear israelià.

## Comandos navals
La unitat Xaietet 13 d'Israel, també coneguda com a tretzena Flotilla o Comando Yami (Comandos Navals), és una de les unitats de Forces especials navals millor considerades del món. Té una experiència operativa que es remunta a la Segona Guerra Mundial, a la lluita contra els britànics. Shaietet 13 és una unitat d'uns tres-cents homes, amb base a Atlit, a la costa mediterrània israeliana. La seva selecció i instrucció és molt selectiva i rigorosa. En la fase inicial es prova la capacitat física i mental dels candidats i s'inclou en ella una marxa de dos-cents quilòmetres en tres dies. Després es passa a l'escola d'infanteria de les FDI en què es procedeix a l'entrenament de combat terrestre, instrucció en paracaigudisme, natació subaquàtica i anti-terrorisme, on aprenen navegació, busseig, submarinisme i voladura de comunicacions. El procés dura vint mesos abans que el candidat entri a la Shaietet 13. El que aprovi signarà per uns divuit mesos més de servei. Utilitzen una gran varietat d'armes com el Fusell d'assalt CAR-15, i el Subfusell Uzi amb silenciador. Quan necessiten armament pesant utilitzen la metralladora israeliana de reglament FN MAG de 7,62 mm i la metralladora lleugera de fabricació soviètica RPK. Posseeixen llançacoets RPG-7. Els franctiradors porten el fusell Robar SR 60 de calibre 330 Win-Mag i el Barrett model 82A1/90 de 12,7 mm. Utilitzen embarcacions d'infiltració. Disposen de les instal·lacions de la Marina Israeliana, incloent embarcacions llançamíssils, de patrulla i submarins. Utilitzen també la Zodiac i la llanxa ràpida d'atac Snunit (Oreneta).

## Flota

### Submarins
| Submarins | Submarins | Submarins | Submarins | Submarins | Submarins                           | Submarins | Submarins | Submarins |
| Imatge    | Classe.   | Origen    | Tipus     | Quantitat | Vaixells                            | Arma      | Proa      | Popa      |
| --------- | --------- | --------- | --------- | --------- | ----------------------------------- | --------- | --------- | --------- |
|           | Dolphin 1 | Alemanya  | Submarí   | 3         | INS Dolphin INS Leviathan INS Tkuma | Torpede   | 6 x 533mm | 4 x 650mm |
|           | Dolphin 2 | Alemanya  | Submarí   | 2         | INS Tannin INS Rahav                | Torpede   | 6 x 533mm | 4 x 650mm |

### Corbetes
| Corbetes | Corbetes     | Corbetes     | Corbetes | Corbetes  | Corbetes                      |
| Imatge   | Classe       | Origen       | Tipus    | Quantitat | Vaixells                      |
| -------- | ------------ | ------------ | -------- | --------- | ----------------------------- |
|          | Saar 5 class | Estats Units | Corbeta  | 3         | INS Eilat INS Lahav INS Hanit |

### Vaixells llançamíssils
| Vaixells llançamíssils | Vaixells llançamíssils | Vaixells llançamíssils | Vaixells llançamíssils | Vaixells llançamíssils | Vaixells llançamíssils                                                             |
| Imatge                 | Classe                 | Origen                 | Tipus                  | Quantitat              | Vaixells                                                                           |
| ---------------------- | ---------------------- | ---------------------- | ---------------------- | ---------------------- | ---------------------------------------------------------------------------------- |
|                        | Saar 4.5 class         | Israel                 | Vaixell llançamíssils  | 8                      | INS Romach INS Keshet INS Hetz INS Kidon INS Tarshish INS Yaffo INS Herev INS Sufa |

### Vaixells de suport
| Vaixell de suport | Vaixell de suport  | Vaixell de suport | Vaixell de suport | Vaixell de suport | Vaixell de suport         |
| Imatge            | Classe             | Origen            | Tipus             | Quantitat         | Vaixells                  |
| ----------------- | ------------------ | ----------------- | ----------------- | ----------------- | ------------------------- |
|                   | Stollergrund class | Alemanya          | Vaixell de suport | 2                 | INS Bat Yam INS Bat Galim |

### Patrullers
| Patrullers | Patrullers             | Patrullers   | Patrullers                  | Patrullers | Patrullers | Patrullers                                                                                  |
| Imatge     | Classe                 | Origen       | Fabricat per                | Tipus      | Quantitat  | Armament                                                                                    |
| ---------- | ---------------------- | ------------ | --------------------------- | ---------- | ---------- | ------------------------------------------------------------------------------------------- |
|            | Dabur class            | Estats Units | Seacraft Seward             | Patruller  | 15         | - 2 Canons Oerlikon de 20 mm - 2 Metralladores de 12,7 mm - 2 Tubs llançatorpedes de 324 mm |
|            | Super Dvora Mk-1 class | Israel       | Israel Aerospace Industries | Patruller  | 9          | - 1 Canó Oerlikon de 20 mm - 2 Metralladores de 12,7 mm                                     |
|            | Super Dvora Mk-2 class | Israel       | Israel Aerospace Industries | Patruller  | 2          | - 1 Canó Oerlikon de 20 mm - 2 Metralladores de 12,7 mm                                     |
|            | Super Dvora Mk-3 class | Israel       | Israel Aerospace Industries | Patruller  | 8          | - 1 Canó Oerlikon de 20 mm - 2 Metralladores de 12,7 mm                                     |
|            | Shaldag Mk-1 class     | Israel       | Israel Shipyards Ltd.       | Patruller  | 5          | - 1 Canó Oerlikon de 20 mm - 2 Metralladores de 12,7 mm                                     |
|            | Shaldag Mk-2 class     | Israel       | Israel Shipyards Ltd.       | Patruller  | 2          | - 1 Canó Oerlikon de 20 mm - 2 Metralladores de 12,7 mm                                     |
|            | Nachshol class         | Sud-àfrica   | Stingray Marine             | Patruller  | 2          | - 1 Metralladora de 12,7 mm                                                                 |
|            | Defender class         | Estats Units | Safe Boats International    | Patruller  | 3          | - 1 Metralladora de 7,62 mm                                                                 |

### Helicòpters
| Helicòpters | Helicòpters       | Helicòpters        | Helicòpters | Helicòpters | Helicòpters       | Helicòpters |
| Imatge      | Nom               | Fabricat per       | Origen      | Designació  | Missió            | Aeronaus    |
| ----------- | ----------------- | ------------------ | ----------- | ----------- | ----------------- | ----------- |
|             | Eurocopter AS-565 | Airbus Helicopters | França      | Panther     | Patrulla marítima | 5           |
|             | Eurocopter HH-65  | Airbus Helicopters | França      | Dolphin     | Recerca i rescat  | 2           |

### Vehicles no tripulats
| Vehicles no tripulats | Vehicles no tripulats | Vehicles no tripulats | Vehicles no tripulats | Vehicles no tripulats | Vehicles no tripulats |
| Imatge                | Classe                | Origen                | Tipus                 | Armament              | Calibre               |
| --------------------- | --------------------- | --------------------- | --------------------- | --------------------- | --------------------- |
|                       | Protector class       | Israel                | Vehicle no tripulat   | 1 Canó automàtic      | 25.0 mm               |
|                       | Silver Marlin class   | Israel                | Vehicle no tripulat   | 1 Metralladora        | 7.62 mm               |

## Armament de la flota

### Míssils
| Míssils        | Míssils            | Míssils                     | Míssils          | Míssils     | Míssils          | Míssils |
| Nom            | Tipus              | Fabricat per                | Velocitat màxima | Abast màxim | Pes del explosiu | Imatge  |
| -------------- | ------------------ | --------------------------- | ---------------- | ----------- | ---------------- | ------- |
| AGM-84 Harpoon | Míssil antivaixell | Boeing                      | 855 km/h         | 280 km      | 221 Kg           |         |
| Grabiel Mk3    | Míssil antivaixell | Israel Aerospace Industries | 860 km/h         | 200 km      | 100 Kg           |         |
| Popeye         | Míssil de creuer   | Rafael                      | 800 km/h         | 78 km       | 340 Kg           |         |
| Barak-1        | Míssil terra-aire  | Israel Aerospace Industries | Mach 2,1         | 12 km       | 22 Kg            |         |
| Barak-8        | Míssil terra-aire  | Israel Aerospace Industries | Mach 2,0         | 100 km      | 60 Kg            |         |

### Torpedes
| Torpedes | Torpedes     | Torpedes         | Torpedes    | Torpedes           | Torpedes         | Torpedes |
| Nom      | Fabricat per | Velocitat màxima | Abast màxim | Profunditat màxima | Pes del explosiu | Imatge   |
| -------- | ------------ | ---------------- | ----------- | ------------------ | ---------------- | -------- |
| Mark 46  | Honeywell    | 20,5 m/s         | 10,900 m    | 365 m              | 44 Kg            |          |

### Artilleria naval
| Artilleria naval       | Artilleria naval | Artilleria naval | Artilleria naval | Artilleria naval | Artilleria naval        | Artilleria naval | Artilleria naval |
| Nom                    | Tipus            | Origen           | Fabricat per     | Calibre          | Velocitat del projectil | Abast efectiu    | Imatge           |
| ---------------------- | ---------------- | ---------------- | ---------------- | ---------------- | ----------------------- | ---------------- | ---------------- |
| OTO Melara cannon      | Canó automàtic   | Itàlia           | Finmeccanica     | 76mm             | 915 m/s                 | 16 km            |                  |
| Typhoon Weapon Station | Canó automàtic   | Israel           | Rafael           | 25mm             | 1100 m/s                | 3 km             |                  |
| M242 Bushmaster        | Canó automàtic   | Estats Units     | Boeing           | 25mm             | 1100 m/s                | 3 km             |                  |
| Phalanx CIWS           | Canó automàtic   | Estats Units     | Raytheon         | 20mm             | 1100 m/s                | 3 km             |                  |
| Oerlikon cannon        | Canó automàtic   | Suïssa           | Oerlikon         | 20mm             | 1050 m/s                | 1,5 km           |                  |

### Metralladores
| Metralladores  | Metralladores | Metralladores    | Metralladores | Metralladores           | Metralladores | Metralladores |
| Nom            | Origen        | Fabricat per     | Calibre       | Velocitat del projectil | Abast efectiu | Imatge        |
| -------------- | ------------- | ---------------- | ------------- | ----------------------- | ------------- | ------------- |
| Browning M2    | Estats Units  | General Dynamics | 12,7mm        | 890 m/s                 | 1,800 m       |               |
| FN MAG         | Bèlgica       | FN Herstal       | 7,62mm        | 900 m/s                 | 1800 m        |               |
| Browning M1919 | Estats Units  | General Dynamics | 7,62mm        | 850 m/s                 | 1300 m        |               |

## Graduació militar

### Almiralls i Oficials
| Armada Israeliana |           |                  |                      |                    |                  |           |            |                        |                                         |                                         |                                         |                                         |                                         |                                         |                                            |                                            |                                            |                                            |                                            |                                            |
| רב-אלוף Rav aluf  | אלוף Aluf | תת-אלוף Tat Aluf | אלוף משנה Aluf Mishe | סגן-אלוף Sgan Aluf | רב סרן Rav Seren | סרן Seren | סגן Seguen | סגן-משנה Seguen Mishne | קצין אקדמאי בכיר Katzín akademai bakhír | קצין אקדמאי בכיר Katzín akademai bakhír | קצין אקדמאי בכיר Katzín akademai bakhír | קצין אקדמאי בכיר Katzín akademai bakhír | קצין אקדמאי בכיר Katzín akademai bakhír | קצין אקדמאי בכיר Katzín akademai bakhír | קצין מקצועי אקדמאי Katzín miktsoí akademai | קצין מקצועי אקדמאי Katzín miktsoí akademai | קצין מקצועי אקדמאי Katzín miktsoí akademai | קצין מקצועי אקדמאי Katzín miktsoí akademai | קצין מקצועי אקדמאי Katzín miktsoí akademai | קצין מקצועי אקדמאי Katzín miktsoí akademai |

### Sotsoficials i marineria
| Armada Israeliana |                  |                  |                  |                              |                              |                              |                                 |                               |                  |                  |                        |                        |                        |                        |                        |                        |           |           |           |           |           |           |                    |                    |                    |                    |             |                |             |             |             |             |  |
|                   |                  |                  |                  |                              |                              |                              |                                 |                               |                  |                  |                        |                        |                        |                        |                        |                        |           |           |           |           |           |           |                    |                    |                    |                    |             | Sense insignia |             |             |             |             |  |
|                   | רב-נגד Rav nagad | רב-נגד Rav nagad | רב-נגד Rav nagad | רב-סמל בכיר Rav samal bakhír | רב-סמל בכיר Rav samal bakhír | רב-סמל בכיר Rav samal bakhír | רב-סמל מתקדם Rav samal mitkadem | רב-סמל ראשון Rav samal rishon | רב-סמל Rav samal | רב-סמל Rav samal | סמל ראשון Samal rishon | סמל ראשון Samal rishon | סמל ראשון Samal rishon | סמל ראשון Samal rishon | סמל ראשון Samal rishon | סמל ראשון Samal rishon | סמל Samal | סמל Samal | סמל Samal | סמל Samal | סמל Samal | סמל Samal | רב טוראי Rav turai | רב טוראי Rav turai | רב טוראי Rav turai | רב טוראי Rav turai | טוראי Turai | טוראי Turai    | טוראי Turai | טוראי Turai | טוראי Turai | טוראי Turai |  |